# Automeris caucensis
Automeris caucensis är en fjärilsart som beskrevs av Lemaire 1976. Automeris caucensis ingår i släktet Automeris och familjen påfågelsspinnare. Inga underarter finns listade i Catalogue of Life.